# (90568) 2004 GV9
90568 — транснептуновий об'єкт, відкритий 13 квітня 2004 року в проекті NEAT (тимчасово був позначений як 2004GV9). Центром малих планет ідентифікований як к'юбівано[відсутнє в джерелі].
Цілком імовірно, що це карликова планета[відсутнє в джерелі]. Діаметр 680±34 км було розраховано з комбінованих спостережень космічних телескопів Гершель і Спітцер. Аналіз кривої блиску показує лише невеликі відхилення, що дає можливість припустити, що (90568) може бути сфероїдом із невеликим альбедо а, отже, карликовою планетою.